# Chonothea hians
Chonothea hians là một loài nhện biển trong họ Ascorhynchoidea (incertae sedis). Chúng được miêu tả khoa học năm 1983 bởi Nakamura & Child.